# Quarto (joc de taula)
Quarto és un joc de taula guanyador del premi As d'Or que es basa en l'estratègia per a la col·locació de les peces. L'objectiu és assolir una filera de 4 fitxes iguals. Les fitxes de fusta poden ser de dos colors, de dues mides, de dues formes i amb dos acabaments diferents. S'han de col·locar sobre un tauler de 4x4 posicions en qualsevol lloc. La particularitat del joc és que un dels dos jugadors tria la fitxa que entra en joc i l'altre la col·loca, de manera que intenta formar filera amb la mateixa característica mentre l'adversari ho impedeix amb una selecció desfavorable o amb el seu torn. Existeixen variants amb noves condicions de victòria.